# Overtagelsesmetoden
Overtagelsesmetoden anvendes indenfor koncernregnskab ved første værdiansættelse af en overtaget dattervirksomhed. I koncernregnskabet optages dattervirksomheden til værdien af dennes enkeltdele – altså som om virksomheden har overtaget disse; heraf navnet. Dette forudsætter en aktiv stillingtagen til dagsværdien af de enkelte aktiver og forpligtelser, som normalt vil afvige fra dattervirksomhedens bogførte værdi. Overstiger købsprisen for dattervirksomheden denne værdi, vil forskellen optræde som koncerngoodwill.